# Skarptandad svampborrare
Skarptandad svampborrare (Octotemnus mandibularis) är en skalbaggsart som först beskrevs av Leonard Gyllenhaal 1813.  Skarptandad svampborrare ingår i släktet Octotemnus, och familjen trädsvampborrare. Enligt den finländska rödlistan är arten nationellt utdöd i Finland. Enligt den svenska rödlistan är arten akut hotad i Sverige. Arten förekommer i Götaland. Arten har tidigare förekommit på Öland och Svealand men är numera lokalt utdöd. Artens livsmiljö är naturlundskogar.